# Śliwno (województwo wielkopolskie)
Śliwno – wieś w Polsce położona w województwie wielkopolskim, w powiecie nowotomyskim, w gminie Kuślin.
Głównym zajęciem mieszkańców jest rolnictwo. We wsi znajduje się szkoła podstawowa.
W okresie Wielkiego Księstwa Poznańskiego (1815-1848) miejscowość wzmiankowana jako Sliwno należała do wsi większych w ówczesnym powiecie bukowskim, który dzielił się na cztery okręgi (bukowski, grodziski, lutomyślski oraz lwowkowski). Sliwno należało do okręgu lwowkowskiego i stanowiło część majątku Wąsowo, który należał do Sczanieckich. Według spisu urzędowego z 1837 roku Sliwno liczyło 414 mieszkańców, którzy zamieszkiwali 39 dymów (domostw).
W latach 1975–1998 miejscowość położona była w województwie poznańskim.